# T-84
T-84 je glavni bojni tank ukrajinske vojske.